# Tolne
 For alternative betydninger, se Tolne (flertydig). (Se også artikler, som begynder med Tolne)
Tolne er en stationsby i Vendsyssel med 203 indbyggere i byområdet (2017), beliggende i Tolne Sogn mellem Hjørring og Frederikshavn. Landsbyen hører til Hjørring Kommune, Region Nordjylland.
Området er kendt for Tolne Skov, i det 20. århundrede et af Nordjyllands mest kendte udflugtsmål. I dag rummer landsbyen bl.a. kro, campingplads, efterskole og kirke.
I 1989 omkom to medarbejdere fra TV 2 og to piloter, da et taxifly styrtede ned ved Tolne.

## Historie
I 1875 blev byen beskrevet således: "Tolne med Kirke og Skole (lidt sydvestlig for Byen)".
Omkring århundredeskiftet blev byen beskrevet således: "Tolne (egentl. kun Gde. og Huse) med Kirke, Præstegd., Skole, Missionshus, Forsamlingshus (opf. 1897), Gæstgiveri, Jærnbane- og Telegrafstation."
Tolne havde 115 indbyggere i 1906, 152 i 1911 og 167 indbyggere i 1916.
Tolne havde 293 indbyggere i 1960 og 311 i 1965.